# Salicicola kermanensis
Salicicola kermanensis är en insektsart som först beskrevs av Karl Hermann Leonhard Lindinger 1905.  Salicicola kermanensis ingår i släktet Salicicola och familjen pansarsköldlöss. Inga underarter finns listade i Catalogue of Life.